# 赖希斯塔尔
赖希斯塔尔是德国莱茵兰-普法尔茨州的一个市镇。总面积2.17平方公里，总人口105人，其中男性57人，女性48人（2011年12月31日），人口密度48人/平方公里。